# شهرستان توغوز توره
شهرستان توغوز توره (به قرقیزی:Тогуз-Торо району، توعۇز تورو رايونۇ)(روسی: Тогуз-Тороуский район) یک شهرستان در شرق استان جلال‌آباد قرقیزستان است. این شهرستان دارای مساحت ۳۸۱۶ کیلومترمربع (۱۴۷۳ مایل مربع) می‌باشد. مرکز این شهرستان شهر قازارمان است.

## خصوصیات
شهرستان توغوز توره بر اساس آمار سال ۲۰۰۹، مشتمل بر ۵۷ منطقه مسکونی، و دارای ۲۲،۱۳۶ نفر جمعیت است.